# Jacques Coste-Floret
Pour les articles homonymes, voir Coste, Floret et Coste-Floret.
Jacques Coste-Floret est un homme politique français né le 27 août 1814 à Agde (Hérault) et décédé le 7 janvier 1890 à Vias (Hérault).

## Biographie
Négociant, maire d'Agde, il est député de l'Hérault de 1869 à 1870, siégeant dans la majorité soutenant le Second Empire.

## Sources
- Ressources relatives à la vie publique :   - base Léonore
  - Base Sycomore
- « Jacques Coste-Floret », dans Adolphe Robert et Gaston Cougny, Dictionnaire des parlementaires français, Edgar Bourloton, 1889-1891 [détail de l’édition]